# 蒙太古-切姆斯福德改革
蒙太古-切姆斯福德改革（Montagu-Chelmsford Reforms）指英属印度时期引入印度逐步建立自治政府的改革方案，以印度事务大臣埃德温· 塞缪尔·蒙太古的名字命名。这次改革出自1918年“蒙太古-切姆斯福德”(Montagu-Chelmsford Report )报告，由此形成1919年印度政府法案的基本框架，这项改革一方面遭到印度民族主义分子的不满，他们其改革的进展小，与此同时遭到英国保守派指责。